# Partit Democràtic Popular Sudanès
El Partit Democràtic Popular Sudanès fou un partit polític del Sudan que va existir de meitat del 1956 a 1967.
Estava format pels més incondicionals seguidors de la confraria Khatamiyya, partidaris de Sayyid Ali al-Mirghani que fou qui els va ordenar abandonar el Partit Nacional Unionista el juny de 1956 i formar el nou partit, provocant la caiguda del govern (4 de juliol). L'endemà va formar govern el cap de l'Umma i del Front Independentista (FI), una coalició de parits independentistes sudanesos), Abdallah Khalil, en un govern d'àmplia coalició amb tots els partits abans a l'oposició i el nou Partit Democràtic Popular amb un nombre de carteres proporcional als diputats que cadascun aportava. El 27 de febrer i el 8 de març de 1958 es van fer les eleccions legislatives; l'Umma va obtenir 63 escons; el Partit Nacional Unionista, 45; el Partit Democràtic Popular, 27; el Partit Liberal Sudista, 20; el Partit Sudista Independent 16; el Partit Antiimperialista, 1; el Partit Federal Sudista, 1; i el Bloc Federal Sudanès del Sud, 25. Al senat (30 membres) 14 de l'Umma, 5 del Partit d'Unió Nacional, 5 del Partit Democràtic Popular i 6 dels grups sudistes; el 20 de març Khalil era confirmat com a primer ministre amb 103 vots dels 198 del parlament i el 26 va formar un govern de coalició amb 9 membres de l'Umma i 6 del Partit Democràtic Popular. Va romandre inactiu durant la dictadura militar d'Ismail Abbud (1958-1964).
El febrer de 1965 es van convocar eleccions generals que es van celebrar el 21 d'abril i en les quals va participar. L'Umma va aconseguir 74 escons (de 156); el PNU, 51; la unió tribal Beja (Congrés dels Beges), 10; els Germans Musulmans, 3; el Partit Democràtic Popular, 3; i independents, 15. Seixanta escons es reservaven pel sud a cobrir quan fos possible, una vegada acabada la revolta. El primer ministre al-Khalifah va dimitir (9 de juny) i el cap del partit Umma, Muhammad Ahmad Maghoub, fou elegit nou primer ministre (dia 10). El partit havia perdut el 90% de la seva representació i va començar a madurar la idea de la reunificació.
El 15 de maig de 1967 l'ara primer ministre de l'Umma, Saddik al-Mahdi, fou derrotat al parlament per 112 vots contra 86, i va haver de dimitir. Muhammad Ahmad Mahgoub, de la facció rival de l'Umma, va retornar al govern que va formar amb les faccions conservadores del partit i amb el Partit Nacional Unionista, el Partit Democràtic Popular i altres menors. A final del 1967, en un acte a casa de Sayyid Ali al-Mirghani, el PNU i el PDP es va reunificar formant el Partit Democràtic Unionista adoptant una ideologia panàrab i socialitzant, elegint president del partit al que ho era del consell suprem Ismail al-Azhari.